# 아메리칸 본 차이니즈
아메리칸 본 차이니즈(영어: American Born Chinese)는 진 룬 양의 그래픽 노블이다. 2006년 퍼스트 세컨드 북스에서 출판되었다. 이 책은 2006년 내셔널 북 어워드 청소년 문학 부문 최종 후보에 올랐으며, 2007년 마이클 L. 프린츠 어워드와 아이스너상 최우수 신작 그래픽 앨범 부문을 수상했다.

## 드라마 각색
2021년에 디즈니+는 그래픽 노블의 드라마 각색을 시작했다. 2023년 5월 24일 디즈니+에서 공개되었으며, 8개 에피소드가 모두 동시에 공개되어 대부분 긍정적인 평가를 받았다.